# The Penelope EP
The Penelope EP es el segundo EP de Shabutie. Grabado y lanzado en 1999 nuevamente por Wisteria Records. En este trabajo vuelve a la formación Travis Stever, uno de los fundadores junto a Claudio Sánchez y Nate Kelley.

## Listado de canciones
1. "Shameless" – 5:22
2. "Kinderwhore" – 3:47
3. "Camouflage" – 5:06
4. "Godfather's Lollipop" – 7:00
5. "Cassiopeia" – 6:19

## Créditos
- Claudio Sánchez - Voz y guitarra
- Nate Kelley - Batería y voces secundarias
- Michael Todd - Bajo